# Livio Simonet
Livio Simonet (* 24. August 1998 in Lenzerheide/Lai) ist ein Schweizer Skirennfahrer. Er gehört aktuell dem B-Kader von Swiss-Ski an und fährt in den Disziplinen Riesenslalom und Slalom.

## Biografie
Livio Simonet stammt aus Tiefencastel in Graubünden und startet für den SC Lenzerheide-Valbella. Sein älterer Bruder Sandro ist ebenfalls Skirennfahrer.
Im Alter von 19 Jahren bestritt er in Hochfügen seine ersten FIS-Rennen. Ein Jahr später debütierte er im Europacup. Zum regelmässigen Punktefahrer wurde er allerdings erst mit 22. Sein erster Sieg in einem FIS-Rennen gelang ihm im Januar 2019 beim Slalom in Meiringen und sein erster Sieg in einem Europacup-Rennen beim Slalom in Zinal im Dezember 2022.
Am 14. November 2021 gab er im Parallelslalom von Lech sein Weltcup-Debüt. Das erste Mal Punkte gewann er mit dem 25. Platz am 23. Oktober 2022 in Sölden. Am 18. März 2022 konnte er mit der Schweizer Mannschaft den Team-Event des Saisonfinals in Courchevel gewinnen.

## Erfolge

### Weltmeisterschaften
- Courchevel/Méribel 2023: 5. Mannschaftswettbewerb, 17. Parallelrennen

### Weltcup
- 2 Platzierungen unter den besten 20
- 2 Podestplätze bei Mannschaftswettbewerben, davon 1 Sieg

### Weltcupwertungen
| Saison  | Gesamt | Gesamt | Riesenslalom | Riesenslalom |
| Saison  | Platz  | Punkte | Platz        | Punkte       |
| ------- | ------ | ------ | ------------ | ------------ |
| 2022/23 | 110.   | 36     | 35.          | 36           |
| 2023/24 | 102.   | 33     | 34.          | 33           |

### Europacup
- Saison 2021/22: 5. Riesenslalomwertung
- Saison 2022/23: 2. Riesenslalomwertung
- 5 Podestplätze, davon 2 Siege

| Datum             | Ort   | Land    | Disziplin    |
| ----------------- | ----- | ------- | ------------ |
| 12. Dezember 2022 | Zinal | Schweiz | Riesenslalom |
| 13. Dezember 2022 | Zinal | Schweiz | Riesenslalom |

### Weitere Erfolge
- 6 Siege in FIS-Rennen
- Schweizer Meister im Riesenslalom (2025)
- Schweizer Juniorenmeister im Riesenslalom (2021)